# Kanton Paute
Der Kanton Paute befindet sich in der Provinz Azuay im Süden von Ecuador. Er besitzt eine Fläche von 270,8 km². Im Jahr 2020 lag die Einwohnerzahl schätzungsweise bei 29.210. Verwaltungssitz des Kantons ist die Kleinstadt Paute mit 7226 Einwohnern (Stand 2010). Der Kanton Paute wurde am 26. Februar 1860 eingerichtet.

## Lage
Der Kanton Paute befindet sich im Nordosten der Provinz Azuay. Das Gebiet liegt in den Anden. Der Río Paute durchquert den Kanton in nordöstlicher Richtung. Die Fernstraße E40 führt von der Provinzhauptstadt Cuenca an Paute vorbei entlang dem Flusslauf des Río Paute bis an die peruanische Grenze.
Der Kanton Paute grenzt im Westen und im Norden an den Kanton Azogues der Provinz Cañar, im Osten an die Kantone Sevilla de Oro und Guachapala, im Süden an den Kanton Gualaceo sowie im Südwesten an den Kanton Cuenca.

## Verwaltungsgliederung
Der Kanton Paute ist in die Parroquia urbana („städtisches Kirchspiel“)
- Paute

und in die Parroquias rurales („ländliches Kirchspiel“)
- Bulán
- Chicán
- Dug Dug
- El Cabo
- Guarainag
- San Cristóbal
- Tomebamba

gegliedert.